# Dysstroma rutlandia
Dysstroma rutlandia là một loài bướm đêm trong họ Geometridae.